# Titularbistum Autenti
Autenti  ist ein Titularbistum  der römisch-katholischen Kirche.
Das ehemalige Bistum bezieht sich auf die gleichnamige antike Stadt Autenti in der römischen Provinz Byzacena bzw. Africa proconsularis in der Sahelregion von Tunesien. 
| Titularbischöfe von Autenti |                                               |                                                                     |                   |                  |
| Nr.                         | Name                                          | Amt                                                                 | von               | bis              |
| 1                           | José Juan Luciano Carlos Metzinger Greff SSCC | Prälat von Ayaviri (Peru)                                           | 4. April 1964     | 23. Oktober 1992 |
| 2                           | Francisco Ovidio Vera Intriago                | Weihbischof in Portoviejo (Ecuador)                                 | 16. Dezember 1992 | 21. April 2014   |
| 3                           | Gilberto Alfredo Vizcarra Mori SJ             | Apostolischer Vikar von Jaén en Peru o San Francisco Javier (Peru)  | 11. Juni 2014     | 11. Februar 2025 |
| 4                           | Andrés Amaury Rosario Henriquez               | Weihbischof in Santiago de los Caballeros (Dominikanische Republik) | 23. Juni 2025     |                  |